# Costuleni, Iași
Costuleni là một xã thuộc hạt Iași, România. Dân số thời điểm năm 2002 là 4906 người.